# Эссен (сеть гипермаркетов)

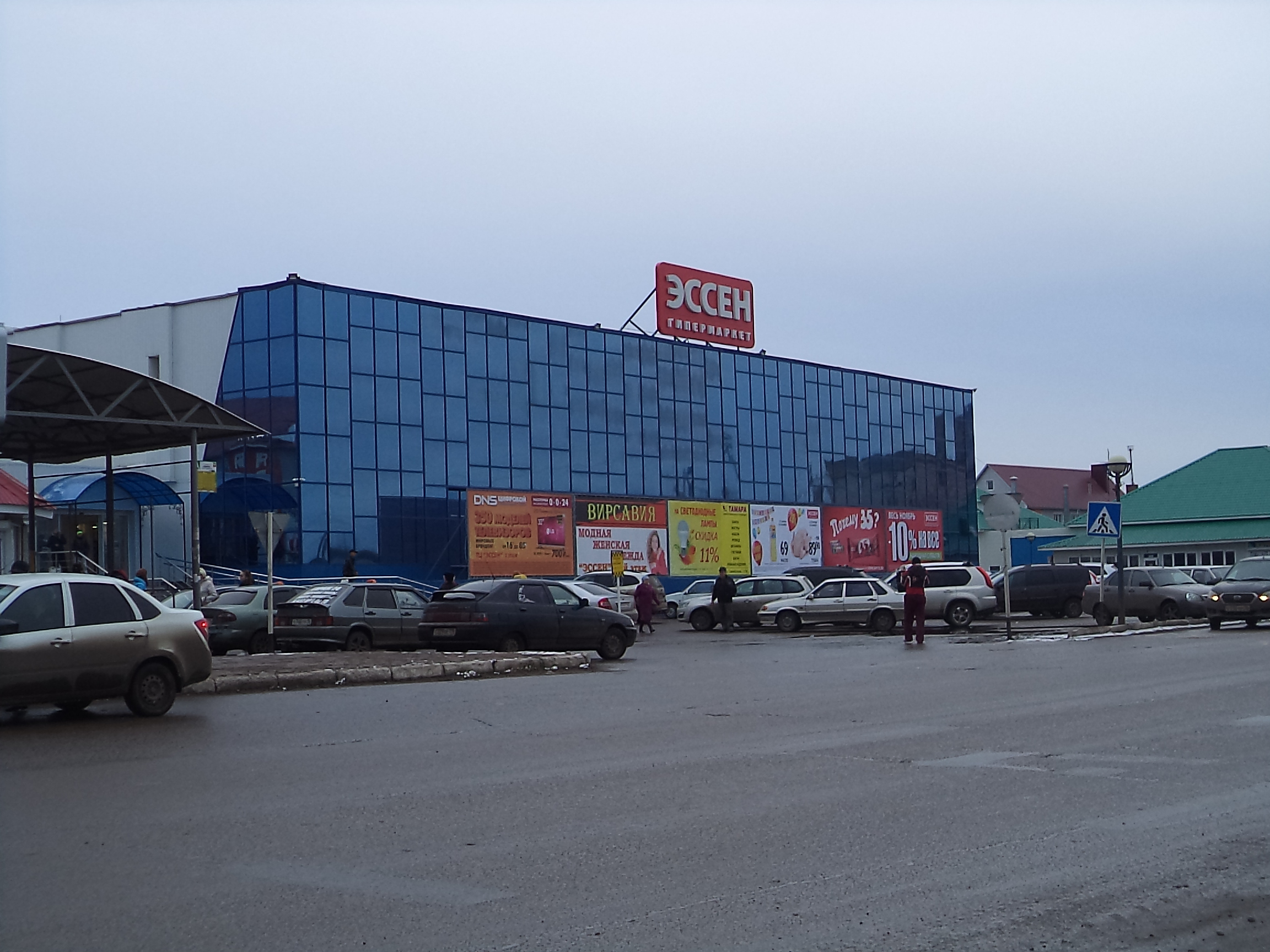
гипермаркет в Нурлате

торговый зал

«ЭССЕН» — бывшая сеть торговых центров Татарстана. Основана в 2003 году (официально 25 октября) Барышевым Леонидом Анатольевичем и Махеевым Вадимом Евгеньевичем.
Магазины ЭССЕН присутствовали в Татарстане, Чувашии, Удмуртии, Марий-Эл, Республики Башкортостан, а также в Кировской области. Большинство объектов магазина передано сети «Находка».

## История
Идею магазина Леонид Барышев привез из Испании, посетив гипермаркет французской сети «Carrefour». Изучив чужой опыт и решив все организационные вопросы, партнеры начали создание сети.
15 мая 2003 года в Елабуге был открыт первый гипермаркет под названием «100 нужных товаров». Второй магазин был открыт через год в Альметьевске под тем же названием.
Перед открытием очередного торгового центра в Набережных Челнах гипермаркеты были переименованы в «ЭССЕН» (с нем. — «кушать»). Гипермаркет в г. Набережные Челны был открыт в 2005 году. Этот год для компании стал годом прорыва — открыты 4 гипермаркета в 4 городах Республики Татарстан. В связи со стремительным расширением сети руководством «Эссен» было принято решение пригласить специалистов, обучавшихся в сети «Carrefour». C их помощью в 2006 году был построен торговый центр в Нижнекамске, ставший на тот момент самым крупным магазином в сети Эссен. В столицу Республики Татарстан сеть смогла пробиться лишь в 2016 году. В Казани первый гипермаркет открылся 9 декабря 2016 года.
В январе 2020 года сеть неофициально начала сворачивать деятельность, множество гипермаркетов закрыты «по техническим причинам». 27 января 2020 года закрылся гипермаркет в городе Казань.

## Деятельность
2005 г. — 4 гипермаркета в Республике Татарстан, 2006 г. Торговый центр ЭССЕН.
На начало 2011 года в различных городах Республики Татарстан, Удмуртской Республики и Кировской области работает 18 гипермаркетов торгового формата Cash&Carry сети ЭССЕН и 8 дискаунтеров «ЭССЕН экспресс». Из них гипермаркеты: по три — в Набережных Челнах и Альметьевске, два — в Нижнекамске, по одному торговому комплексу расположены в городах Казань, Бугульма, Лениногорск, Чистополь, Нурлат, Азнакаево, Вятские Поляны, Зеленодольск, Сарапул, Канаш, Новочебоксарск, дискаунтеры расположены в городах: Мамадыш, Арск, Джалиль, Бавлы, Кукмор, Агрыз и пгт. Васильево, п. Высокая гора .
Постоянными покупателями гипермаркетов сети ЭССЕН являются свыше 100 000 человек.

### Дискаунтеры ЭССЕН
Осенью 2010 сетью ЭССЕН были запущены несколько магазинов нового для региона формата, т. н. «hard discounter» (хард дискаунтер), более привычного для европейского покупателя. Данные магазины носят название «Эссен Экспресс» и отличаются от ставших уже привычными гипермаркетов тем, что общая торговая площадь составляет примерно 1000 м²., ассортимент, как правило, не превышает 2000 наименований, и размещается на минимуме оборудования.
В 2013 году сеть расширяется внедряя магазины формата у дома ЭССЕН Экспресс. Первый магазин у дома открыт в г. Набережные Челны, далее в г. Нижнекамск, Бугульма, Менделеевск, Зеленодольск.
В марте 2014 года Сеть ЭССЕН открывает новый формат магазина — супермаркет ЭССЕН Грин в г. Набережные Челны. Первый магазин сети с прямыми поставками из Европы, товарами премиум-
класса. «Грин» означает «зеленый», так как большую долю в ассортименте магазина занимают товары группы fresh (овощи, фрукты, мясо, рыба). Новый формат магазина «Грин» лишь наполовину скопирован с западных аналогов, другая половина — это креативный вклад специалистов холдинга.
Во второй половине 2012 года ЭССЕН приобрел челнинскую сеть «Камилла», на момент покупки имевшую около 80 магазинов в нескольких городах Татарстана. После покупки часть магазинов была переделана в ЭССЕН Экспресс, а часть осталась под прежней вывеской.
В начале декабря 2016 года произошло открытие гипермаркета ЭССЕН в Казани, который работает 24 часа в сутки. Гипермаркет в том числе реализует продукцию халяль.

## Уникальный формат
ЭССЕН — первая сеть в Татарстане, которая начала торговлю в формате Cash & Carry, что в переводе на русский язык означает «оплата наличными и самостоятельный вывоз товара».
Такой формат предусматривает низкие цены для покупателей при минимальных издержках на обработку товара. Основное преимущество формата — сокращение затрат на складские помещения за счет размещения запасов в самом торговом зале. Таким образом, работа в таком формате позволяет перенести в сферу розничной торговли все преимущества и методы, характерные для торговли оптом. Именно в связи с таким представлением руководства о современной и эффективной торговле компания стала лидером на рынке Татарстана.
Эссен стал одним из первых торговых центров, который реализовал в Татарстане концепцию ONE STOP SHOPPING CENTRE.